# Rándall Azofeifa
Rándall Azofeifa Corrales (San José, 30 dicembre 1984) è un ex calciatore costaricano, di ruolo centrocampista.

## Carriera

### Club
Dal 2001 al 2006 ha giocato in patria nel Club Deportivo Saprissa. Nel luglio 2006 è approdato in Belgio, nel Gent.
L'11 marzo 2008 ha prolungato il contratto che lo lega ai Buffalo's fino al 2012.

### Nazionale
Ha debuttato nella Nazionale costaricana il 13 ottobre 2005 contro il Guatemala, partita persa dai costaricani per 3-1.
Ha segnato il suo primo gol con la maglia costaricana il 21 giugno 2008 contro Grenada, partita vinta per 3-0.
Ha partecipato al campionato del mondo 2006 in cui ha giocato una partita ed alla Gold Cup 2007.
Viene convocato per la Copa América Centenario negli Stati Uniti.

## Palmarès
- Campionato costaricano: 2

Saprissa: 2003/2004, 2005/2006
- CONCACAF Champions' Cup: 1

Saprissa: 2005
- Copa Interclubes UNCAF: 1

Saprissa: 2003